# ТЕС Мак-Кі
ТЕС Мак-Кі – теплова електростанція на Північному острові Нової Зеландії.
У 2013-му на майданчику ТЕС запустили дві встановлені на роботу у відкритому циклі газові турбіни General Electric LM6000 потужністю по 50 МВт. Станція передусім призначена для роботи у піковому режимі.
ТЕС спроектована з розрахунку на природний газ, який подається з розташованої поруч установки підготовки Мангахева (проект станції реалізувала Nova Energy, що відноситься до групи Todd, що також є власником родовища Мангахева).
Видача продукції відбувається по ЛЕП, що працює під напругою 110 кВ.